# الدغمة (السبرة)

تعديل مصدري - تعديل

الدغمة محلة تابعة لقرية جدابة، التابعة لعزلة عروان بمديرية السبرة إحدى مديريات محافظة إب في الجمهورية اليمنية.، بلغ تعداد سكانها 33 حسب تعداد اليمن لعام 2004.